# Phrynobatrachus brevipalmatus
Phrynobatrachus brevipalmatus es una especie  de anfibios de la familia Ranidae.

## Distribución geográfica
Se encuentra en Angola.  